# Takahiro Yanagi
Takahiro Yanagi (柳 貴博 Yanagi Takahiro?), född 5 augusti 1997 i Tokyo prefektur, är en japansk fotbollsspelare.
Yanagi började sin karriär 2016 i FC Tokyo. 2019 blev han utlånad till Montedio Yamagata. Han spelade 28 ligamatcher för klubben. Han gick tillbaka till FC Tokyo 2020.